# 额吉湖
额吉湖是位于蒙古国后杭爱省的湖泊。

## 简介
额吉湖位于后杭爱省东部，蒙古国的中部，是一个淡水湖。该湖因为湖中的鱼和鸟类而知名，被列入《湿地公约》的“国际重要湿地名录”。鸭科迁徙水鸟以该湖为停留点之一。该湖大约一半面积的深度不超过3米。